# Pierre-Augustin Caron de Beaumarchais

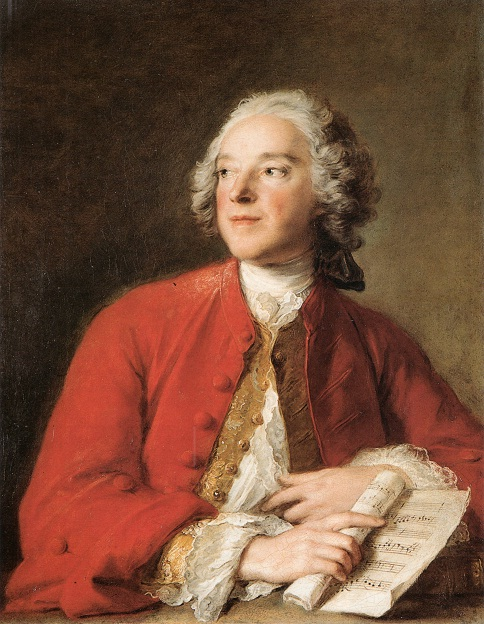
Jean-Marc Nattier: Pierre-Augustin Caron als Musiker (1755)

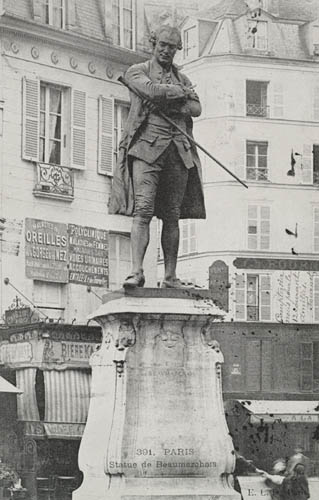
Louis Clausade: Denkmal für Beaumarchais (1897)

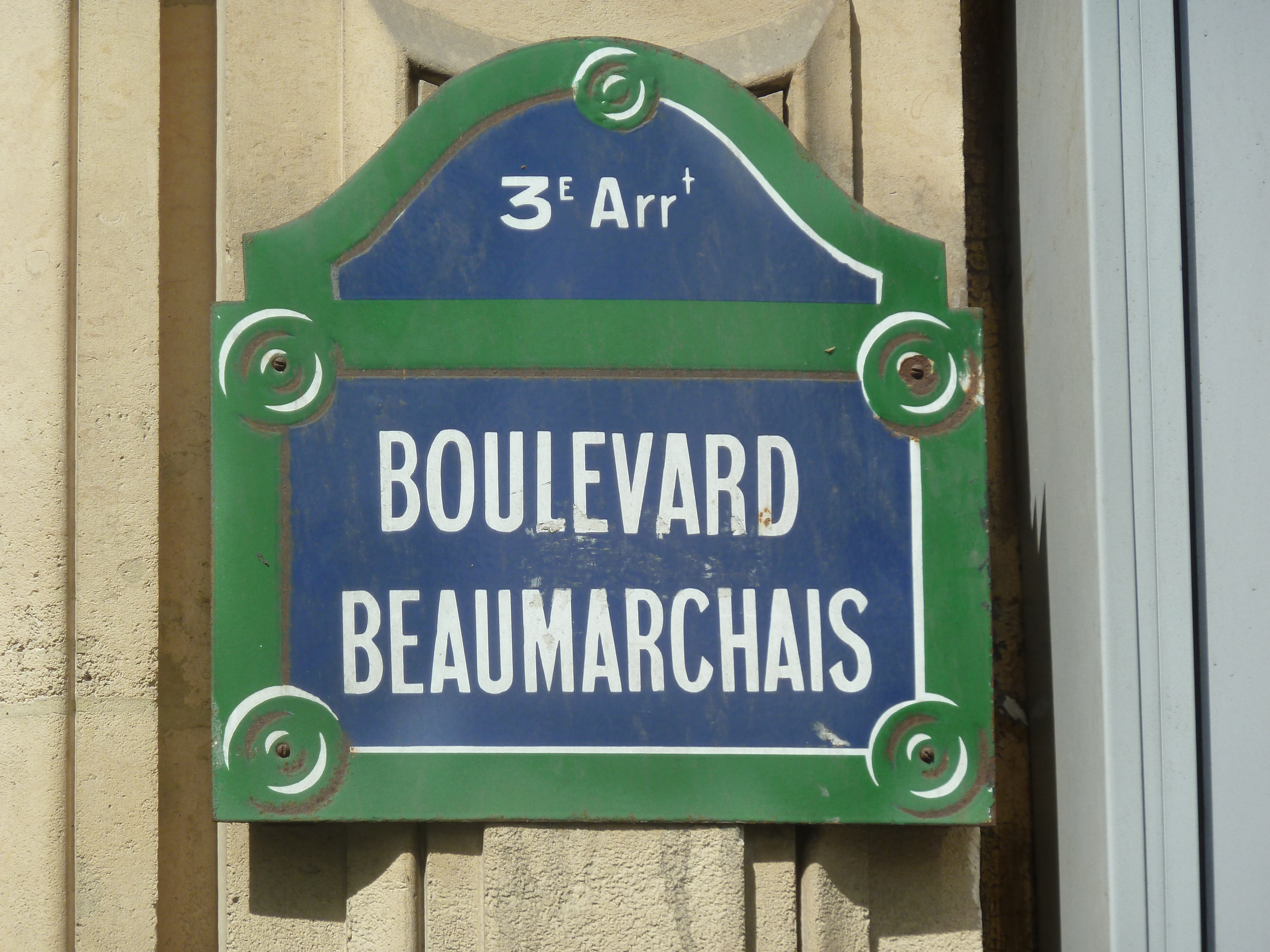
Seit 1831 trägt der längste Grand Boulevard von Paris seinen Namen

Pierre-Augustin Caron de Beaumarchais [ˈpjɛʀ-ogysˈtɛ̃ kɑˈʀõ də bomaʀˈʃɛ] (* 24. Januar 1732 in Paris; † 18. Mai 1799 ebendort), ursprünglich Pierre-Augustin Caron, ab 1757 mit dem Zusatz de Beaumarchais, 1762 nobilitiert, war ein französischer Uomo universale der Aufklärungszeit. Im Verlauf seines abenteuerlichen Lebens betätigte er sich unter anderem als Uhrmacher, Hofbeamter, Musiker, Spekulant, Schriftsteller, Verleger, Geheimagent, Waffenhändler und Revolutionär.
Bekannt ist er namentlich als Autor von Bühnenwerken und Streitschriften. Das Drama Eugénie und die Mémoires (Denkschriften) dienten Goethe als Grundlage seines Trauerspiels Clavigo. Mit dem Drama Les deux amis schuf Beaumarchais eine „poetische Verherrlichung des Kaufmannsstandes“. Auf die Trilogie espagnole – die Komödien Le barbier de Séville (Der Barbier von Sevilla), Le mariage de Figaro (Figaros Hochzeit) und La mère coupable (Die schuldige Mutter) – gehen von Paisiello, Mozart, Rossini und anderen Komponisten vertonte Opernlibretti zurück. Für Salieri schrieb Beaumarchais das Libretto zur Oper Tarare (Trara).

## Leben

### Herkunft und Jugend
Beaumarchais, wie er in der Regel genannt wird (sein eigentlicher Nachname Caron ist auch Franzosen kaum bekannt), wurde als einziger Sohn des schöngeistig und musikalisch interessierten Uhrmachermeisters André-Charles Caron (1697–1775) geboren. Seine Mutter – die Eltern waren seit dem Jahre 1722 verheiratet – war Louise Pichon (ca. 1700–1758). Von seinen neun Geschwistern erreichten nur fünf Schwestern das Erwachsenenalter, zwei ältere und drei jüngere.
Er lernte mehrere Instrumente spielen und machte mit seinen Schwestern Hausmusik.

### Erfolg als Uhrmacher
Beaumarchais erlernte zunächst das väterliche Handwerk. Mit zwanzig erfand er einen neuen Mechanismus für die Ankerhemmung von Taschenuhren, wodurch der Bau deutlich kleinerer und ganggenauerer Uhren möglich wurde, die sogenannte Doppelkommahemmung. Nachdem er dem Hofuhrmacher Jean André Lepaute seine Erfindung gezeigt hatte, musste er erleben, dass dieser sie als seine eigene ausgab. Beaumarchais wehrte sich, indem er im Mercure de France einen geschickt und kenntnisreich argumentierenden offenen Brief an die Akademie der Wissenschaften richtete, die als eine Art Patentamt fungierte und die den Streitfall zu seinen Gunsten entschied. Dank der Affäre wurde er so bekannt, dass er zahlreiche neue Kunden gewann, darunter König Ludwig XV. und dessen einflussreiche Mätresse Madame de Pompadour, womit er selbst den Titel Hofuhrmacher führen durfte.
Als eine weitere Kundin lernte er die 34-jährige Madeleine-Catherine Franquet kennen und über sie ihren Mann, einen schon ältlichen und kranken Hofbeamten, der für die Speisen des Königs zuständig war. Er gab die Uhrmacherei auf und kaufte Franquet sein Amt ab. Als dieser bald darauf starb, heiratete Beaumarchais 1756 die Witwe. Diese brachte den kleinen Landsitz Beaumarchet in die Ehe ein, dessen Namen er etwas veränderte und gemäß einem unter reichen Bürgerlichen gängigen Muster an seinen eigentlichen Familiennamen Caron anhängte, um einen adeligen Status zu simulieren. Als seine Frau schon im Jahr darauf starb (vermutlich an einer Infektion), gab es Getuschel und Gerüchte.

### Der Aufstieg

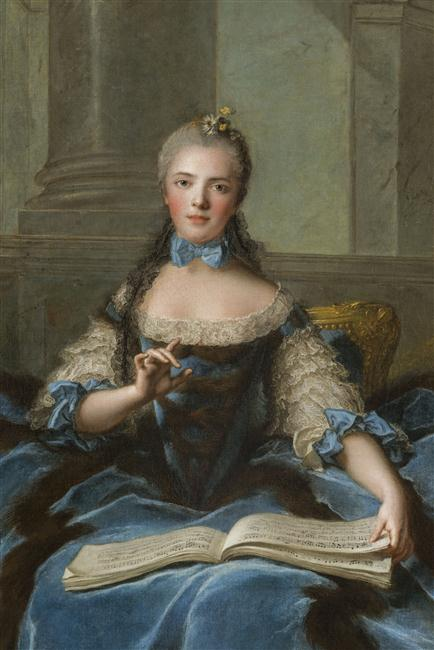
Nattier: Madame Adélaïde de France mit Musiknoten (1758)

In seinem Hofamt gewann Monsieur de Beaumarchais, wie er sich nun nannte, die Gunst der vier unverheirateten Töchter des Königs. Er avancierte zu ihrem Harfenlehrer, wobei er ein Pedalsystem für die Harfe entwickelte. Er organisierte Hauskonzerte und wurde Gesellschafter und Faktotum der vier Damen. Natürlich war er hierdurch auch dem König sowie dessen Mätresse Madame de Pompadour bekannt. Über sie erhielt er Kontakt zu ihrem Pro-forma-Gatten Lenormant d’Étioles, einem reichen und geselligen Mann, der ihn in seinen Kreis zog.
Für Lenormants Privattheater verfasste Beaumarchais in den nächsten Jahren erste Stücke, sogenannte parades: heitere, oft derbe Sketche um das Thema Liebe, insbesondere die vor und neben der Ehe. Die Gesangseinlagen seiner Stücke komponierte er selbst.

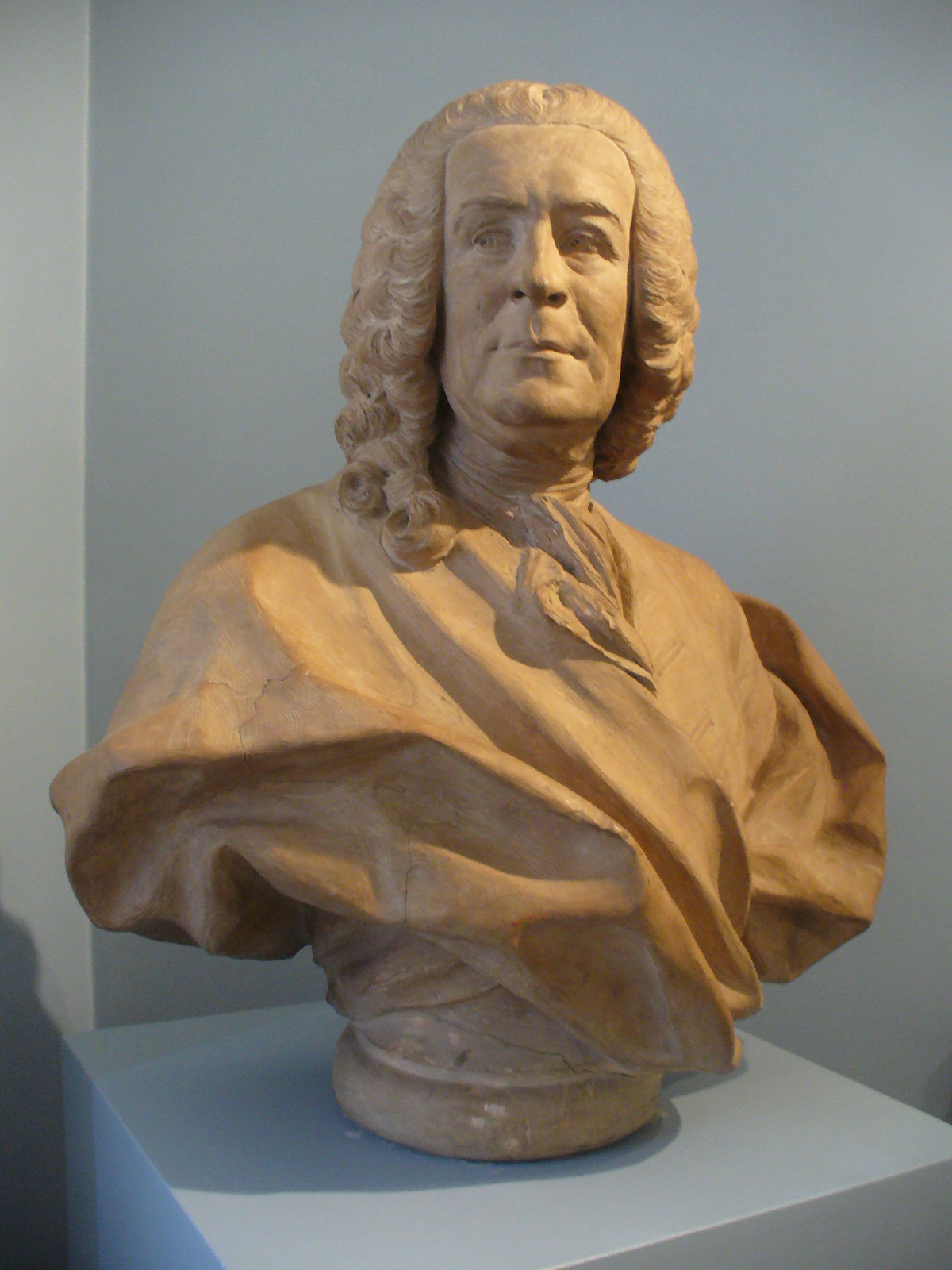
Führte Beaumarchais in die Welt der Finanzen ein: Joseph Pâris-Duverney

1760 nahm sein Leben wieder eine neue Wendung, als es ihm gelang, zunächst die Töchter des Königs und dann diesen selbst zum Besuch und damit zur offiziellen Anerkennung der Offiziersschule zu bewegen, die der Bankier und Heereslieferant Joseph Pâris-Duverney (1684–1770) errichtet und vorfinanziert hatte; Frankreich führte gerade an der Seite Österreichs den Siebenjährigen Krieg gegen Preußen und England. Beaumarchais wurde von dem dankbaren Geschäftsmann zum Juniorpartner gemacht und kaufte 1761 mit dessen Hilfe das sehr teure Amt eines königlichen Sekretärs, das wenig Arbeit bedeutete und seinen Käufer unmittelbar in den Adelsstand erhob.
1762 demonstrierte er seinen neuen Adel, indem er mit einem Kredit von Pâris-Duverney das nur Adeligen zugängliche Amt eines Richters für Jagddelikte in den Wäldern und Feldern rund um Paris erwarb, ein Amt, das er jahrzehntelang gewissenhaft ausübte. Des Weiteren kaufte er ein schönes Haus in Paris, in das er zwei seiner Schwestern aufnahm sowie seinen verwitweten Vater, den er dazu bewog, sein bürgerliches Handwerk aufzugeben.

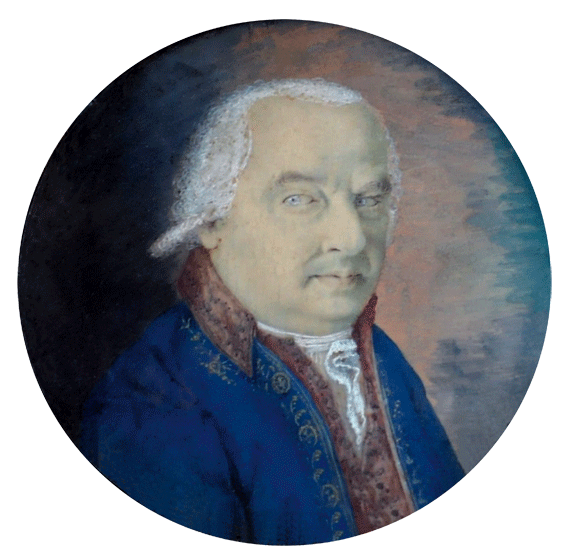
José Clavijo y Fajardo

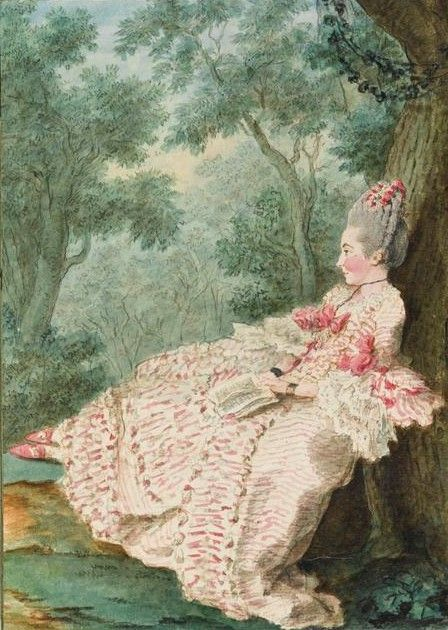
Carmontelle: Angebliches Porträt der Marquise de La Croix, deren Geliebter Beaumarchais in Madrid war

1764/65 hielt sich Beaumarchais zehn Monate in Madrid auf, wo er in den besten Kreisen verkehrte. Teils war er geschäftlich für Pâris-Duverney tätig, teils erledigte er diplomatische Aufträge des Königs. Nebenher versuchte er vergeblich, den Verlobten seiner dort lebenden Schwester Marie, José Clavijo y Fajardo, zur Einhaltung seines Eheversprechens zu zwingen. Das Verhältnis zwischen Clavijo und Marie war undurchsichtig; Beaumarchais verarbeitete dieses Thema zehn Jahre später zu einem Miniroman, auf dem Goethes 1774 publiziertes Stück Clavigo basiert.
Daneben blieb Beaumarchais auch literarisch tätig; er wechselte aber von der heiteren Parade zur Gattung comédie larmoyante (Rührstück), die um 1760 von Diderot lanciert worden war. Sein erstes Werk dieser Art war Eugénie, das im Gegensatz zur tragédie bourgeoise (bürgerliches Trauerspiel) noch in der Welt des Adels spielt und 1767 an der Comédie-Française Premiere hatte. Er betätigte sich auch als Theatertheoretiker, indem er der Druckausgabe von Eugénie einen Essai sur le drame sérieux (Versuch über das ernsthafte Drama) voranstellte.
1768 heiratete er die reiche junge Witwe Geneviève-Madeleine Lévêque (geborene Wattebled), welche jedoch schon Ende 1770, bald nach der Geburt eines zweiten Kindes, starb.
1770 führte die Comédie-Française ein zweites Rührstück von ihm auf, das im Gegensatz zu Eugénie im Dritten Stand, nämlich in der Beaumarchais vertrauten Welt der Finanzen, spielt: Les deux amis ou Le négociant de Lyon (Die beiden Freunde oder Der Kaufmann von Lyon).

### Rückschläge und Prozesse

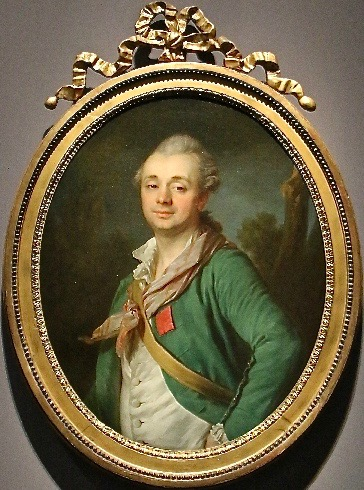
Élisabeth Vigée-Lebrun: Graf de la Blache, 1770–1778 Prozessgegner von Beaumarchais

Im Sommer 1770 nahm sein Leben wieder eine, diesmal unglückliche Wendung: Sein Seniorpartner und Protektor Pâris-Duverney starb, ohne eine formell beglaubigte Bestätigung von Beaumarchais’ Anteil (15.000 Francs) am Firmenkapital zu hinterlassen. Ein vorhandenes informelles Papier wurde von dem Urgroßneffen und Alleinerben Pâris-Duverneys, dem Grafen de la Blache, gerichtlich angefochten. Nachdem 1772 Beaumarchais zunächst Recht bekommen hatte, legte La Blache 1773 Revision vor dem Obersten Pariser Gerichtshof ein, dem Parlement. Hier lernte Beaumarchais, wie sehr ein bürgerlicher Emporkömmling, und sei er wohlhabend und geadelt, bei der Justiz gegenüber einem reichen, hochadeligen Prozessgegner im Nachteil war. Zugleich musste er feststellen, dass er in Paris und am Hof viele Neider und Feinde hatte, die ihm jetzt zu schaden versuchten.
La Blache hatte den Zeitpunkt für die Revision gut gewählt: Beaumarchais saß Anfang 1773 per königlichem Haftbefehl einige Monate in der Pariser Festung For-l’Évêque, weil er sich von einem hochadeligen Bekannten, dem Herzog von Chaulnes, in eine Rauferei wegen einer gemeinsamen Mätresse hatte verwickeln lassen.

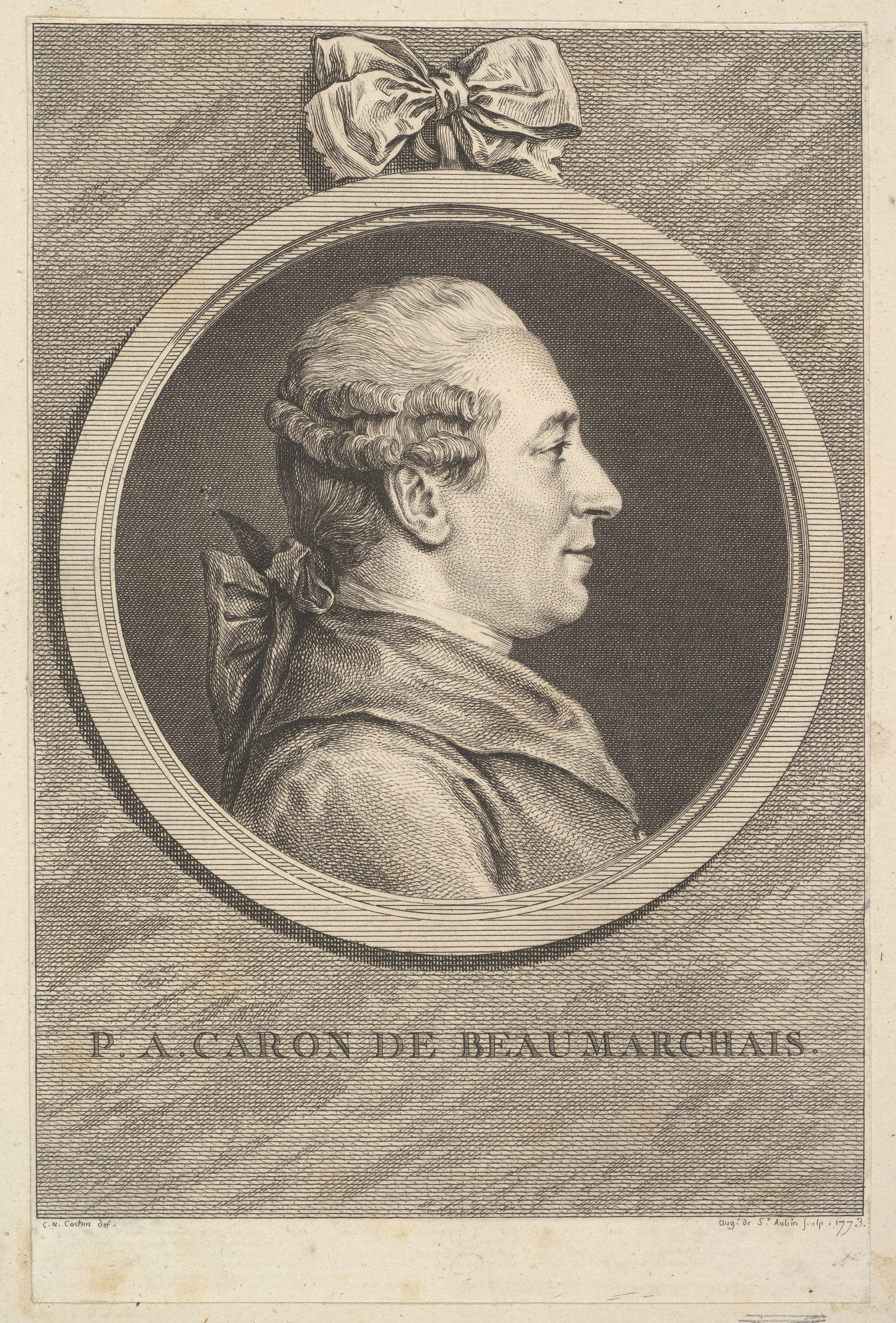
Augustin de Saint-Aubin nach Charles-Nicolas Cochin fils: Beaumarchais zur Zeit seines Prozesses gegen Goëzman (1773)

Bei einem Freigang konnte er, wie damals üblich, nach Zahlung einer angemessenen Summe den für ihn zuständigen Richter Goëzman erreichen, fand aber mit seiner Sicht der Dinge kein Gehör. Ein Versuch, sich durch Geschenke an Goëzmans Gattin eine neue Audienz zu verschaffen, scheiterte. Nachdem er im April 1773 den Prozess verloren hatte und durch Pfändungen sowie die Prozesskosten finanziell ruiniert war, beschuldigte Beaumarchais Goëzman, dieser habe ihn benachteiligt und ihm überdies nur einen Teil seiner Geschenke an die Gattin zurückerstattet. Goëzman zeigte ihn wegen Bestechungsversuchs und Verleumdung an, worauf vor dem Parlement ein weiterer Prozess gegen Beaumarchais begann.
Dieser griff nun zu der Waffe, die ihm schon einmal den Sieg gebracht hatte: Er ging an die Öffentlichkeit, diesmal in der Form von Mémoires (Denkschriften), wie sie die Anwälte der Epoche für ihre Mandanten verfassten. Zug um Zug publizierte er von September 1773 bis Februar 1774 vier solcher Mémoires, in denen er seine Position sowie auch seine Person geschickt zur Geltung brachte, seine Gegner dagegen ins Unrecht setzte und lächerlich machte. Die Mémoires fanden als Broschüren gedruckt große Verbreitung, besserten Beaumarchais’ Finanzen auf und gewannen ganz Paris mitsamt dem Hof und halb Europa, z. B. auch Goethe, für seine Sache. Das Parlement widerstand aber dem Druck der öffentlichen Meinung, rügte Beaumarchais und erklärte ihn Februar 1774 seiner Ehre verlustig, d. h. für praktisch rechtlos.
Das Urteil, das mit knapper Mehrheit beschlossen worden war, fiel auf die Richter zurück: Goëzman war zur Witzfigur geworden und das ganze, erst kurz zuvor reformierte Parlement war in Misskredit geraten. Beaumarchais trug damit ungewollt dazu bei, dass Ludwig XV. es wieder auflöste und auch die gesamte, überwiegend vernünftige Justizreform rückgängig machte, die er 1771 auf Drängen seines Justizministers Maupeou widerwillig erlassen hatte.

### Geheimagent und Waffenschmuggler

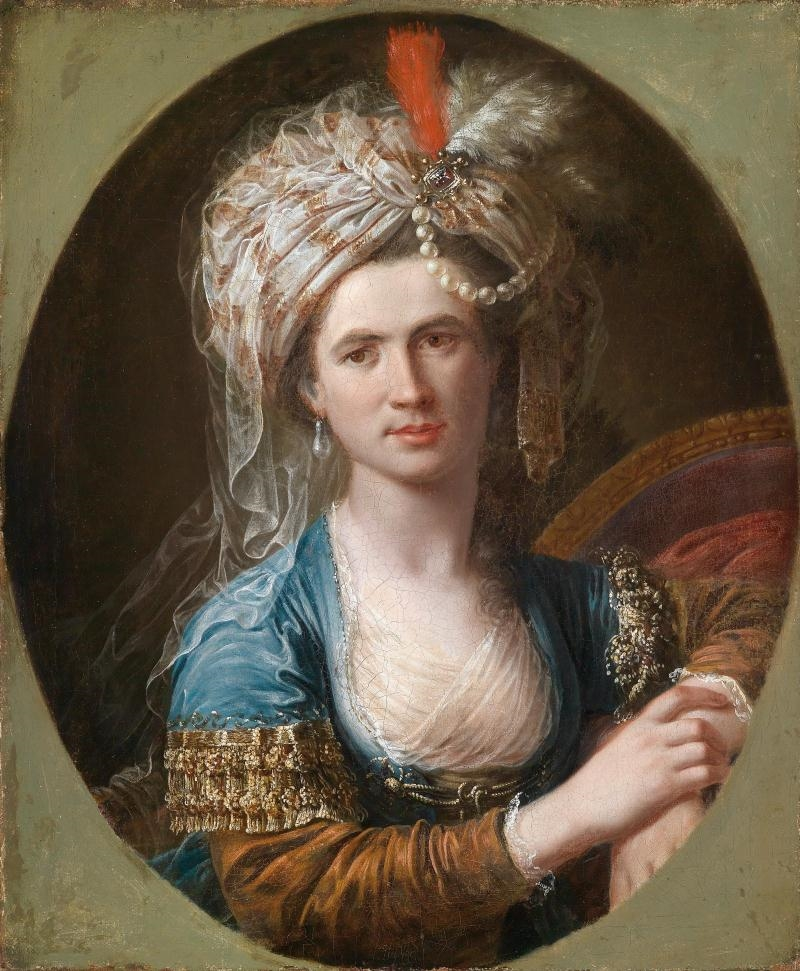
Der Transvestit d’Éon, von dem Beaumarchais geheime Pläne zur Invasion Englands zurückkaufte (um 1775)

Als Beaumarchais hiernach ankündigte, er wolle Revision einlegen, wurde er vom König gebeten, dies vorerst zu lassen und stattdessen als Geheimagent nach London zu gehen, um dort eine Schmähschrift gegen die königliche Favoritin Madame du Barry aus dem Verkehr zu ziehen. Beaumarchais erledigte den Auftrag, fand aber bei seiner Rückkehr den König im Sterben († 10. Mai 1774), und der junge Ludwig XVI., der ihn nicht mochte, war wenig geneigt, ihn durch Wiederherstellung seiner Bürgerrechte zu belohnen.
Glücklicherweise wusste er von einer anderen in London drohenden Schrift, die sich mit den Ursachen und den möglichen politischen Folgen der Kinderlosigkeit des neuen Königs beschäftigte. Doch entstand gleichfalls das Gerücht, Beaumarchais habe die Schrift selbst verfasst, um so schnell wie möglich rehabilitiert zu werden. Jedenfalls ließ er sich wiederum nach England schicken, um mit dem Autor der Schrift zu verhandeln. Dieser flüchtete angeblich nach Amsterdam und weiter, wobei Beaumarchais ihn verfolgt und bei Nürnberg gestellt haben wollte, wonach er selbst allerdings von Räubern überfallen und schwer verletzt worden sei, während der Kutscher behauptete, Beaumarchais müsse sich absichtlich selbst verletzt haben. Fest steht nur, dass Beaumarchais in Wien auftauchte und bei Maria Theresia, der Schwiegermutter Ludwigs, vorstellig wurde. Kanzler Graf Kaunitz hielt ihn indes für einen Hochstapler. Er ließ Beaumarchais festsetzen, ließ ihn jedoch auf Intervention des französischen Botschafters frei.
Zurück in Paris, widmete Beaumarchais sich wieder der Literatur und überarbeitete eine Komödie, die er schon 1771/2 verfasst und erfolglos der Comédie-Française angeboten hatte: Le barbier de Séville ou La précaution inutile (Der Barbier von Sevilla oder Die unnütze Vorsicht). Es ist sein erstes Stück, in dem die Figur des Figaro als Typ des intelligenten und tüchtigen Machers kleinbürgerlicher Herkunft auftritt, der hier einem weniger tüchtigen und intelligenten verliebten jungen Adligen bei der Übertölpelung eines ältlichen Rivalen hilft. Die Uraufführung am 23. Februar 1775 war ein Misserfolg, vermutlich weil Beaumarchais den Text mit Anspielungen auf allerlei Politisches und Persönliches überfrachtet hatte. Nachdem er die meisten der Anspielungen gestrichen und das Stück von fünf auf vier Akte gestrafft hatte, wurde die nächste Aufführung drei Tage später ein Triumph. Die Druckfassung kam im Juli samt dem längeren Vorwort Lettre modérée sur la chute et la critique du „Barbier de Séville“ (Bescheidenes Plädoyer für den durchgefallenen und kritisierten „Barbier von Sevilla“) heraus, in dem sich Beaumarchais, nachdem er soeben die Weihen als Komödienautor empfangen hatte, witzig und selbstbewusst über seine Kritiker mokierte.

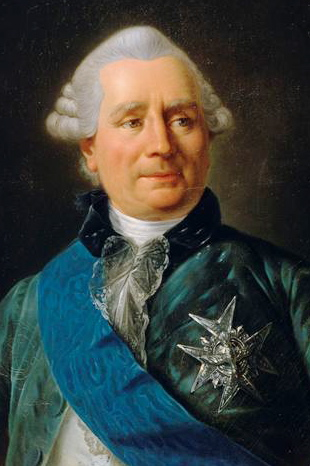
Antoine-François Callet: Außenminister Vergennes (1774–1787)

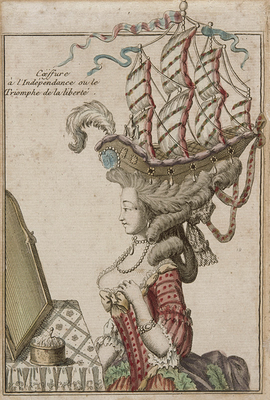
Amerikanischer Unabhängigkeitskrieg: Frisur in Schiffform (um 1778)

Er selbst war inzwischen schon wieder als Agent in London, wo er einem Franzosen, der in den Besitz geheimer militärischer Planspiele für einen Angriff Frankreichs auf England gelangt war und sie aufzudecken drohte, die brisanten Papiere abkaufen sollte. Wieder war er erfolgreich und gewann hierauf die Unterstützung der Regierung zu einem erheblich größeren Unternehmen: Durch seine Kontakte in London war Beaumarchais gut über die Probleme Englands in seinen nordamerikanischen Kolonien informiert, und er überzeugte Ludwig XVI., ihn verdeckt bei geheimen Waffenlieferungen an die Aufständischen zu unterstützen, um so den französischen Einfluss in Nordamerika wieder auszubauen, nachdem Frankreich im Siebenjährigen Krieg von England gedemütigt worden war und z. B. die vormals französischen Gebiete Kanadas und Louisiana hatte abtreten müssen (→ Pariser Frieden 1763).
Anfang 1776 gründete Beaumarchais mit einem Startkapital der Regierung die pseudospanische Reederei Roderigue Hortalez & Cie und versorgte die Aufständischen effizient und vielleicht kriegsentscheidend mit Waffen, Munition, Uniformstoffen und Stiefeln für 30.000 Mann, welche die jungen USA allerdings erst seinen Erben, und auch nur teilweise, bezahlten. Zum Dank für seine Verdienste wurde er noch 1776 gerichtlich rehabilitiert.

### Der Höhepunkt des Erfolges

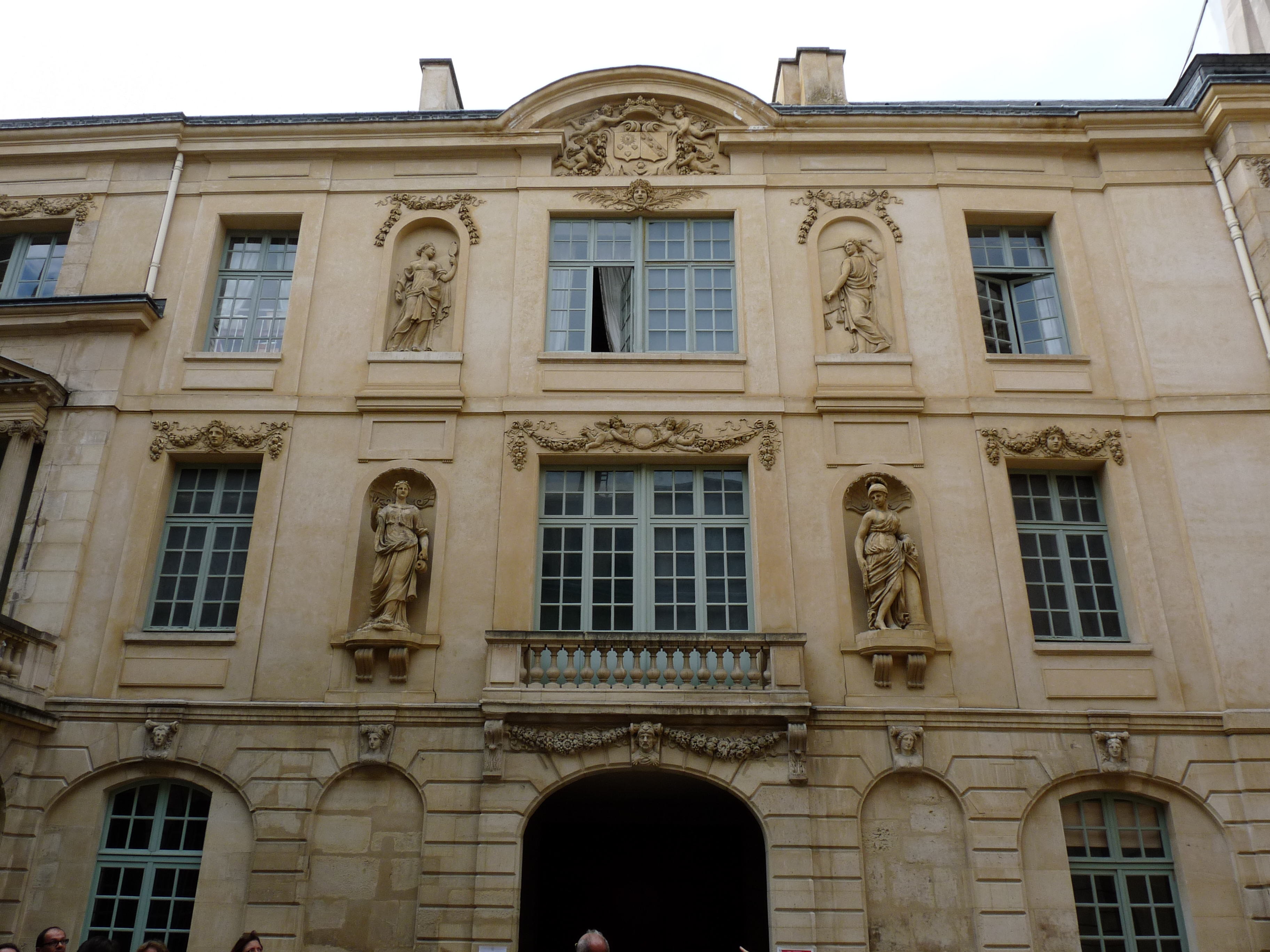
Hôtel des Ambassadeurs de Hollande: 1776–1788 Wohn- und Firmensitz von Beaumarchais

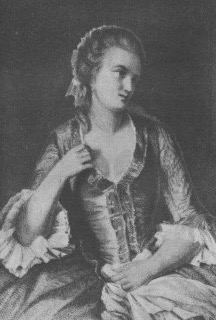
Marie-Thérèse Willermaulaz (1751–1816)

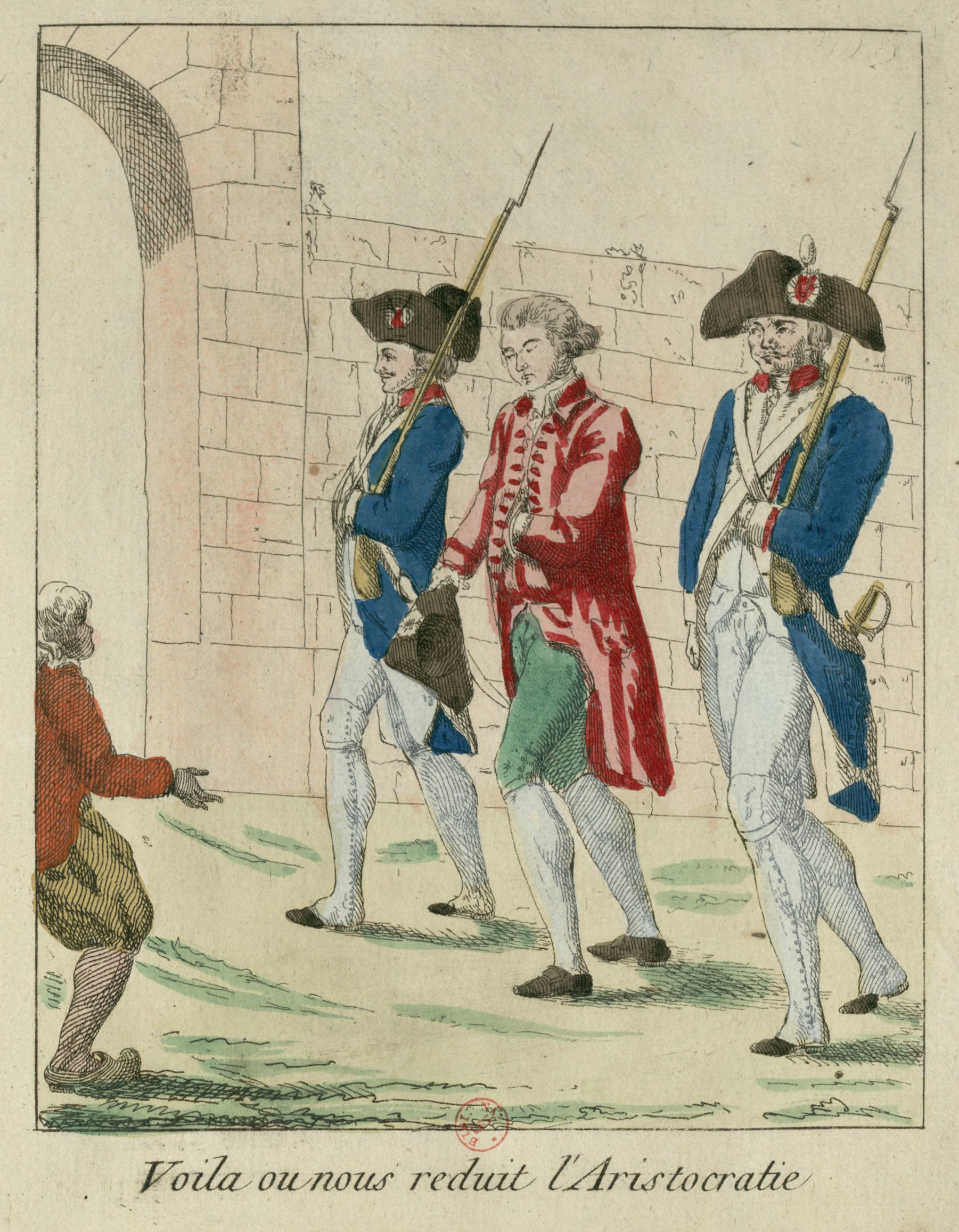
Beaumarchais auf dem Weg ins Gefängnis (1785)

1776 begann Beaumarchais mit der Niederschrift seines besten und bekanntesten Werks, der Komödie La folle journée ou Le mariage de Figaro (Der tolle Tag oder Die Hochzeit des Figaro). Das Stück zeigt in einer witzigen und turbulenten Handlung den Hochzeitstag eines jungen bürgerlichen Schlossverwalters, in den sich der einstige Barbier Figaro verwandelt hat, dem es trotz seiner Klugheit und Tüchtigkeit nur mit Glück und Mühe gelingt, seinen Herrn, einen eher dümmlichen, aber arroganten und mächtigen Aristokraten, davon abzuhalten, an seiner Verlobten das jus primae noctis auszuüben.
Beaumarchais selbst wurde 1776 das „Opfer“ klug eingefädelter Bemühungen einer jungen Harfenistin schweizerischer Herkunft, Marie-Thérèse Willermaulaz, die Anfang 1777 eine Tochter von ihm bekam und schließlich 1786 seine dritte Ehefrau wurde.
Da Beaumarchais sich über die Comédie-Française ärgerte, die seinen Barbier de Séville nach 31 Aufführungen abgesetzt hatte, weil er ein angemessenes Honorar verlangte, gründete er im Sommer 1777 die Société des auteurs dramatiques (Gesellschaft der Theaterautoren), deren Vorsitz er übernahm und die als das erste Beispiel einer erfolgreichen Interessenvertretung von Autoren gilt.

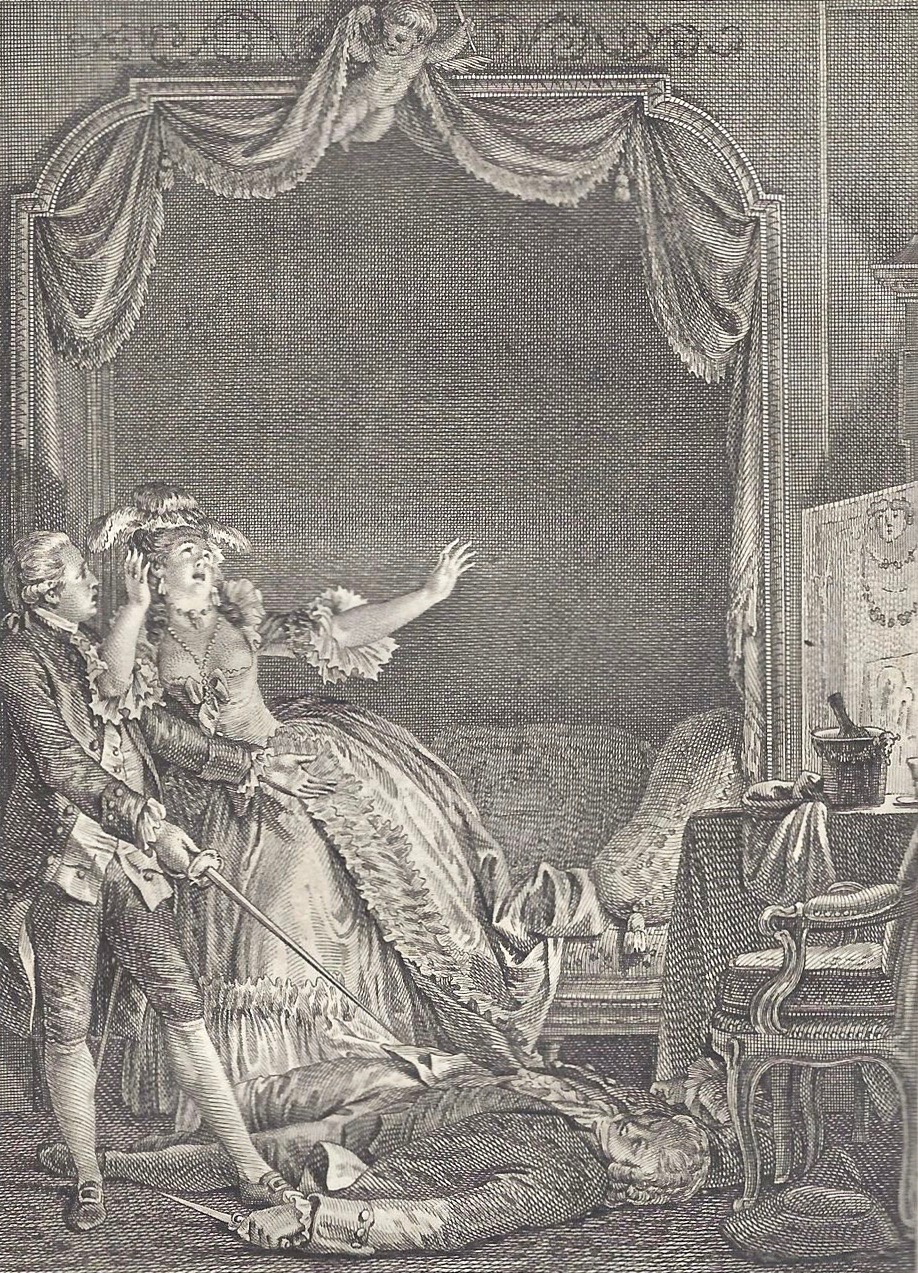
Philippe Trière nach Jean-Michel Moreau: Illustration zu Candide in der 70-bändigen Voltaire-Ausgabe, Kehl 1787

1778 lud er sich ein neues Projekt auf: eine Gesamtausgabe der Werke des am 30. Mai 1778 verstorbenen Voltaire, mit der er einer in Russland geplanten Ausgabe zuvorkommen wollte. Er gewann sogar die finanzielle Unterstützung der Regierung. Da jedoch die Schriften Voltaires in Frankreich offiziell verboten waren, installierte Beaumarchais eine Druckerei jenseits des Rheines in Kehl, gewann den Philosophen Condorcet zur Mitarbeit, sorgte für bestes Papier und kaufte Baskerville-Drucklettern in England. Er musste noch Lettern für akzentuierte Buchstaben herstellen lassen, die in den Baskerville Lettern nicht enthalten waren.
Die geplanten 70 Bände im Oktavformat und 90 Bände im kleineren Duodezformat erschienen zwischen 1783 und 1789, die letzten Bände kurz vor der Französischen Revolution. Allerdings endete das Unternehmen mit finanziellen Verlusten: Der Direktor der Herzoglichen Druckerei in Saarbrücken, Jean François Le Tellier leitete die Druckerei in Kehl. Er gab zwischen 20.000 und 25.000 Livres pro Monat aus, ohne den geringsten Nachweis. Gedruckte Bogen wurde aus der Druckerei geschmuggelt und an Konkurrenten verkauft. Der Buchhalter Cantini verschwand im Sommer 1784 mit der Kasse, ein Verlust von 400.000 bis 500.000 Livres. 1784 wurde Le Tellier entlassen und man entdeckte, dass er Bücher und Maschinen aus Kehl nach seinem Schloss in Altwiller geschafft hatte. Da Voltaires Werke offiziell nicht in Frankreich zugelassen sind, musste Beaumarchais die Zöllner an der deutsch-französischen Grenze in Straßburg bestechen. Totz aller Widrigkeiten wurde die Druckerei und ihre Bücher allseits gelobt, so z. B. von Johann Heinrich Campe, der 1787 schrieb: „Etwas Prächtigeres und Vollendeteres ist, glaube ich in dieser Art, wohl noch nie gesehen worden“.
1778 war das Stück um Figaros Hochzeit fertig, doch wirkten, obwohl die Handlung vorsichtshalber nach Spanien verlegt war, viele Passagen und vor allem Figaros langer, quasi Beaumarchais’ eigene schwierige Biografie resümierender Monolog im letzten Akt so revoluzzerhaft, dass Ludwig XVI. nach einer Lesung jegliche Aufführung empört verbot. „Wenn ich dieses Stück genehmigen würde“, soll der König sieben Jahre vor der Revolution gesagt haben, „müsste ich konsequenterweise gleich die Bastille einreißen.“ Erst nach vielen Änderungen und jahrelangen Demarchen, bei denen er von zahlreichen Höflingen sowie der Königin unterstützt wurde, erlangte Beaumarchais die Freigabe.
Die Uraufführung am 27. April 1784 war ein triumphaler Erfolg. Offensichtlich wirkte das Stück beim bürgerlichen Publikum wie eine Bestätigung seiner antiaristokratischen Ressentiments, ohne jedoch adelige Zuschauer unnötig zu verschrecken. Der Name des Protagonisten Figaro ging ins französische Lexikon ein als eher spaßhafte Bezeichnung eines Frisörs. Seine Figur wurde zum Prototyp eines Menschen, der an Macht zwar unterlegen, aber im Bewusstsein seines Rechtes aufsässig, dazu blitzgescheit und witzig ist. Die 1826 gegründete satirische Zeitschrift und heutige Tageszeitung Le Figaro trägt seinen Namen.
Zum Erfolg von Le Mariage de Figaro trug auch die Eigenwerbung bei, die Beaumarchais dafür machte. So sollte der Erlös der fünfzehnten Aufführung einer wohltätigen Einrichtung zugutekommen. Als deren Auswahl zahlreiche Epigramme provozierte, war Beaumarchais so unklug, sich mit Hilfe von Leuten zu revanchieren, die von seinen Gegnern als Feinde des Königs und der Königin denunziert werden konnten. Er wurde deshalb durch königliche Order 1785 kurz inhaftiert.

### Die letzten Jahre

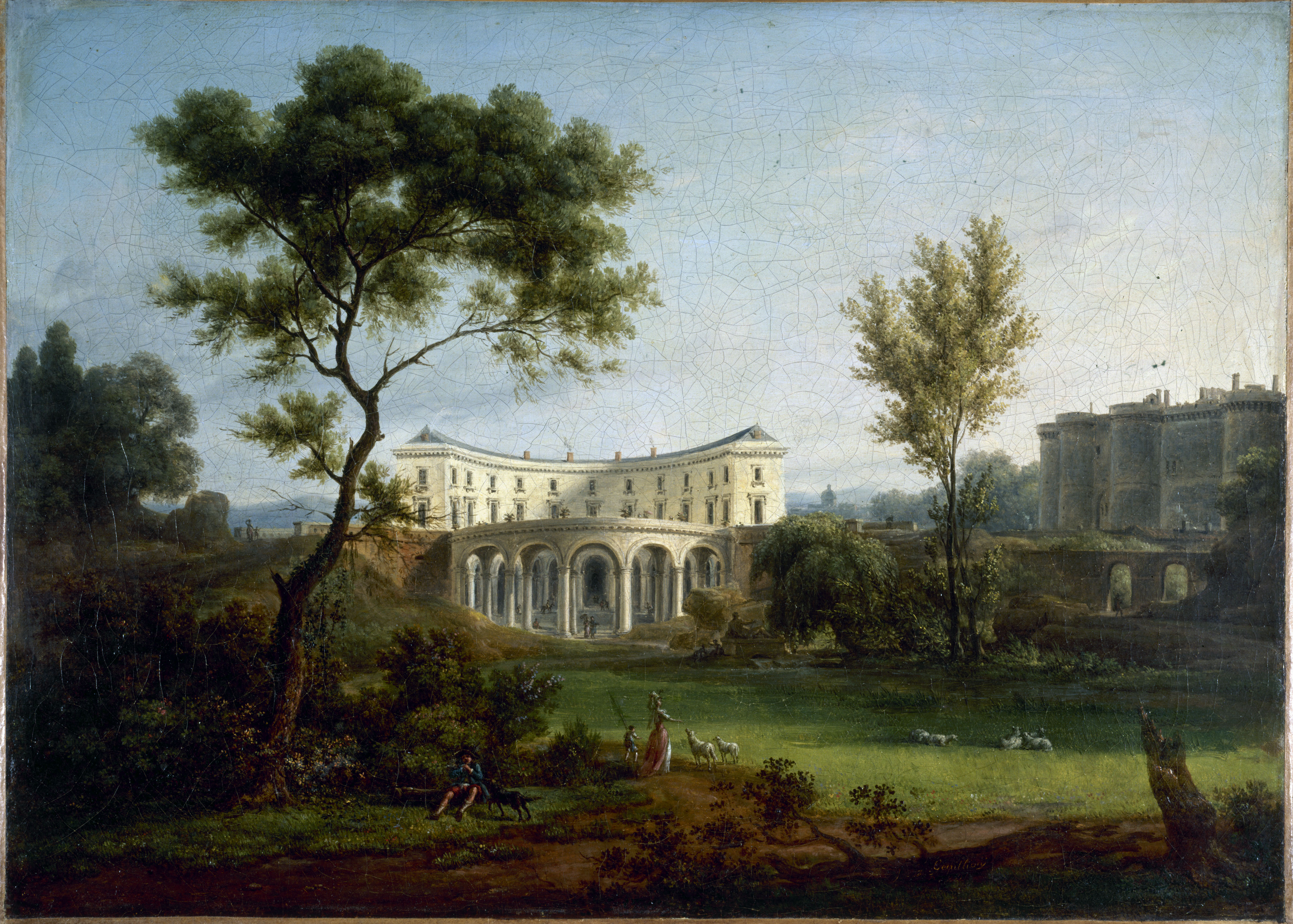
Jean-Baptiste-François Génillion: das 1788 errichtete Haus von Beaumarchais und die Bastille

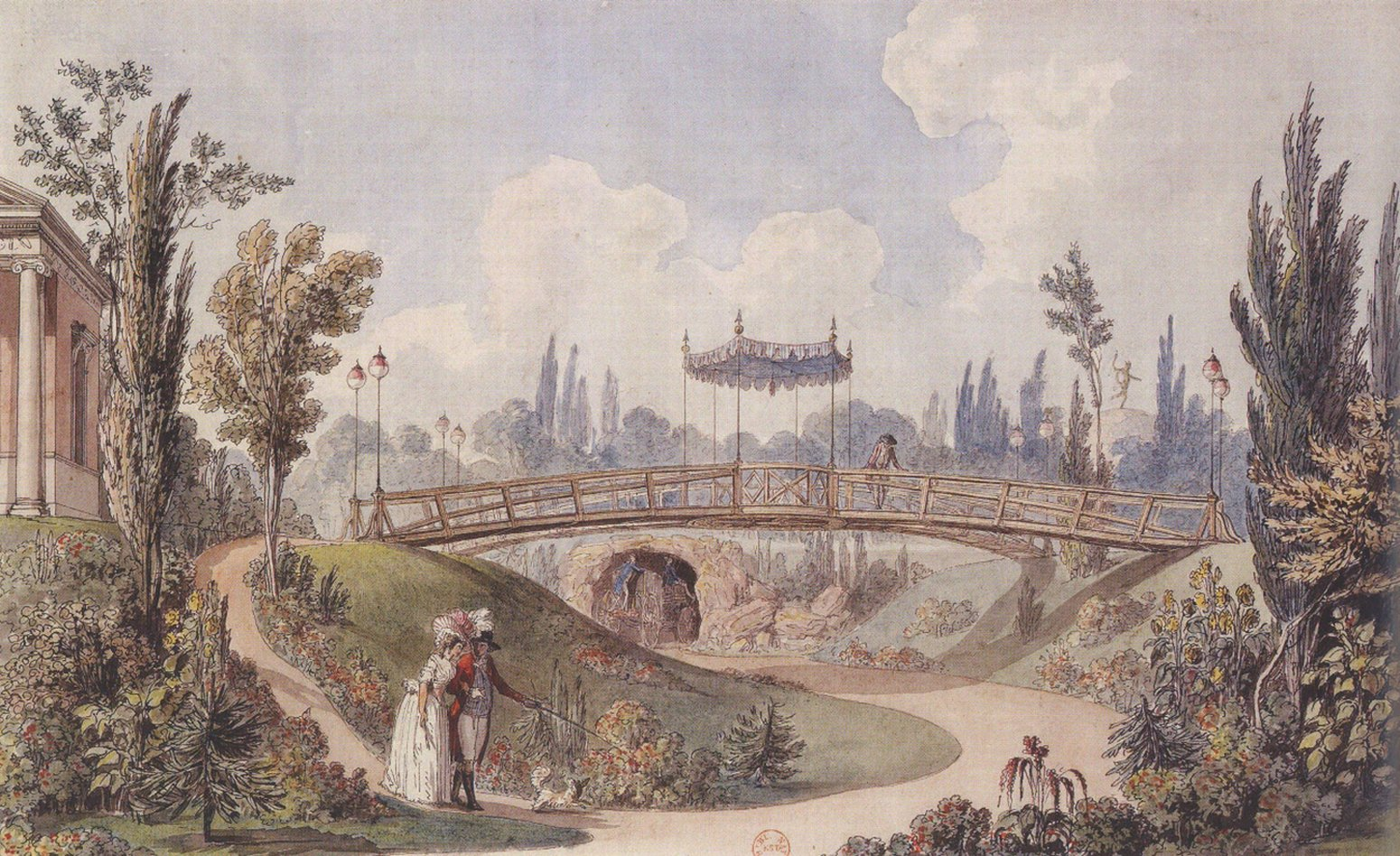
François-Joseph Bélanger: Garten des Hauses von Beaumarchais, das 1818 dem Canal Saint-Martin weichen musste

Beaumarchais war nun auf dem Gipfel seines Ruhmes. Auch war er inzwischen wieder reich, denn 1778 hatte er einen nochmaligen Prozess gegen La Blache gewonnen. Der Höhepunkt seiner Karriere war jedoch überschritten. Viele der zahlreichen um und nach 1780 von ihm initiierten Projekte blieben in den Kinderschuhen stecken. Andere, so die Gründung einer Firma zur Wasserversorgung von Paris 1785 oder der Versuch, die junge Frau eines Bankiers namens Kornmann vor dessen Nachstellungen zu schützen, gelangen zwar, trugen ihm aber Verleumdungskampagnen ein, bei denen sich u. a. der spätere Revolutionsredner Mirabeau profilierte. Die von ihm verfasste und von Antonio Salieri vertonte Oper Tarare wurde 1787 ein Erfolg, doch stießen sich zeitgenössische Kritiker an zahlreichen Schwächen des Librettos und der „ungeschliffenen“ Sprache. Ein 1787/88 nahe der Bastille erbautes prächtiges Haus mit Park brachte Beaumarchais mehr Ärger als Freude.
Die Revolution von 1789 hatte er zunächst begrüßt und den Gang der Dinge als Deputierter und Stadtverordneter zu beeinflussen versucht. Auch wurde 1792 das dritte Figaro-Stück L’autre Tartuffe ou La mère coupable (Der andere T. oder Die schuldige Mutter) aufgeführt. Bald jedoch fand sich Beaumarchais, wie so viele anfängliche Sympathisanten der Revolution, auf der Verliererseite. Als er im selben Jahr versuchte, mit dem Konvent ins Geschäft zu kommen und Gewehre aus Holland zu importieren, wurde dies nicht nur ein finanzieller Misserfolg, sondern er wurde auch beschuldigt, Waffen und Getreide in seinem Haus versteckt zu halten. Obwohl bei einer Hausdurchsuchung außer einigen Tausend unverkauften Exemplaren der Voltaire-Ausgabe nichts Verdächtiges an den Tag kam, wurde er des Verrats an der Republik beschuldigt und am 20. August 1792 inhaftiert. Zwar kam er rasch dank der Fürbitte einer Ex-Geliebten frei und konnte emigrieren, doch wurde er enteignet und lebte 1794/95 ärmlich in Holland, England und schließlich in Hamburg, ohne Kontakt zu Frau und Tochter, die zeitweise ebenfalls in Haft waren.
1796 konnte er heimkehren und wurde von der neuen Regierung, dem Direktorium, rehabilitiert und entschädigt. 1797 wurde La mère coupable wieder aufgenommen und Beaumarchais noch einmal gefeiert.
In den Memoiren Mes six époques (Meine sechs Lebensabschnitte), die er nun verfasste, schilderte er seine Leiden unter der Republik. Zwar war er nun schwerhörig und gesundheitlich angeschlagen, genoss aber endlich sein schönes Haus. Hier starb er 1799 nach einem guten Abendessen mit Freunden und der Familie nachts an einer Gehirnblutung.

## Literarisches Schaffen
Beaumarchais war ein typisches Kind seiner Epoche: ein Spieler in einer Zeit, die sich vom Spieler in jeglicher Verkleidung gern faszinieren ließ, ein galanter Emporkömmling in einer Umgebung des fast schon herbeigesehnten Untergangs. Wie seine Zeitgenossen Cagliostro, der Graf von Saint Germain oder Giacomo Casanova nutzte er – manchmal am Rande der Legalität – seine Chancen im kränkelnden Absolutismus. Anders als Cagliostro war Beaumarchais aber kein Hochstapler, sondern ein Glücksritter; anders als Casanova wollte er nicht Wechsel um der Abwechslung willen, sondern von der Lostrommel des Schicksals in eine gesicherte bürgerliche Position gelangen. Dass ihm dies nicht auf Dauer gelang, ist die Tragik seines abenteuerlichen Lebens.

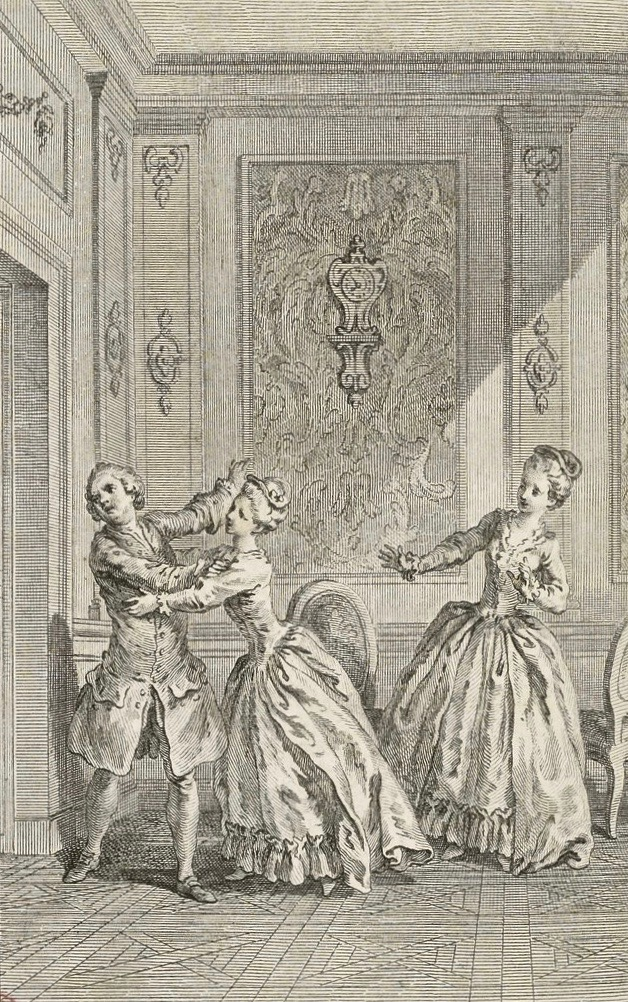
Duclos nach Gravelot: Eugénie, 3. Akt, Szene 8 (1767)

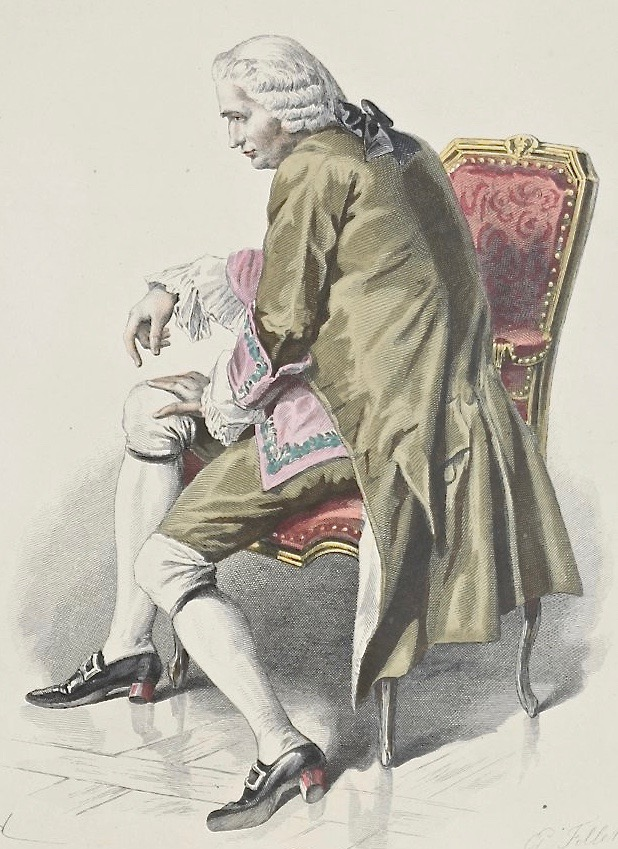
Émile Bayard: Mélac in Les deux amis (1876)

Er trat erstmals 1767 als Bühnenautor mit dem sentimentalen Drama Eugénie in Erscheinung, in dem er wesentlich aus den Begebenheiten um Clavijo schöpfte. Zwei Jahre später folgte Les deux amis ou Le négociant de Lyon (Die beiden Freunde oder Der Kaufmann von Lyon). Beide hatten nur moderaten Erfolg. Er war zwar als Theaterautor ein Dilettant, konzentrierte sich jedoch sehr gründlich auf seine Liebhaberei: Er wollte nichts weniger, als in der Nachfolge von Molière und Diderot Lorbeeren ernten.
Kaum bekannt ist, dass Beaumarchais um 1763 für das Privattheater von Charles-Guillaume Lenormant d’Étioles (1717–1799) als Gelegenheitsarbeiten eine Reihe von parades schrieb, kurze Komödien, wie sie damals auf Jahrmärkten, aber auch bei der gelangweilten Hautevolee in Mode waren. Es handelte sich um Sketche, die in der Commedia dell’arte wurzelten: In rasanter Folge wurde Wortwitz der Gosse gemischt mit Sexualkomik und Zeitkritik. Hier übte er für die Stücke, die ihn später berühmt machen sollten, und entwickelte bereits das Personal von Barbier und Figaro.

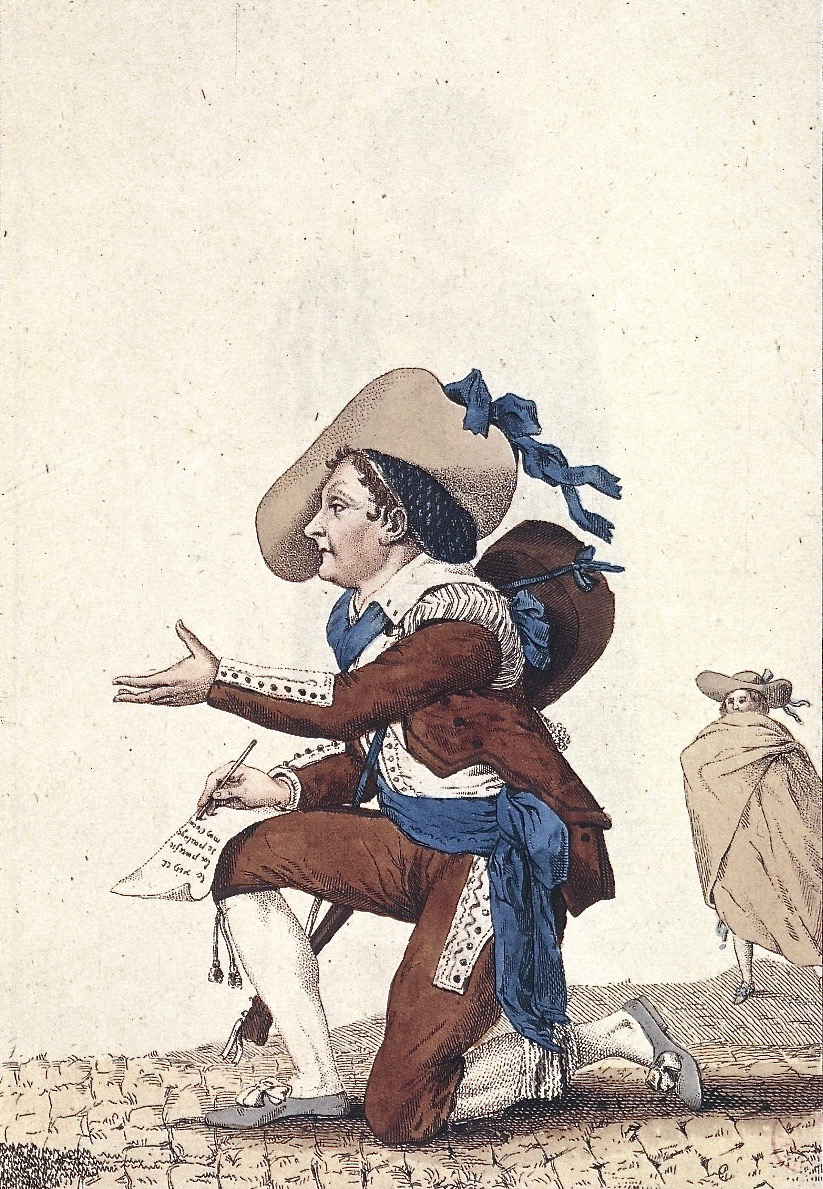
Dazincourt als Figaro in Le barbier de Séville (1786)

Während er als Geheimagent und Schmuggelorganisator tätig war, schrieb er seine beiden berühmten Komödien. Die erste, Le barbier de Séville ou La précaution inutile (Der Barbier von Sevilla oder Die unnütze Vorsicht), ist eine auf Verwirrung und Verwicklung aufgebaute Komödie, in der – anders als bei den Vorbildern Molière und Marivaux – die Intrigen wichtiger sind als die Charaktere, die Effekte der Bühnengegenwart signifikanter als die Motivation.

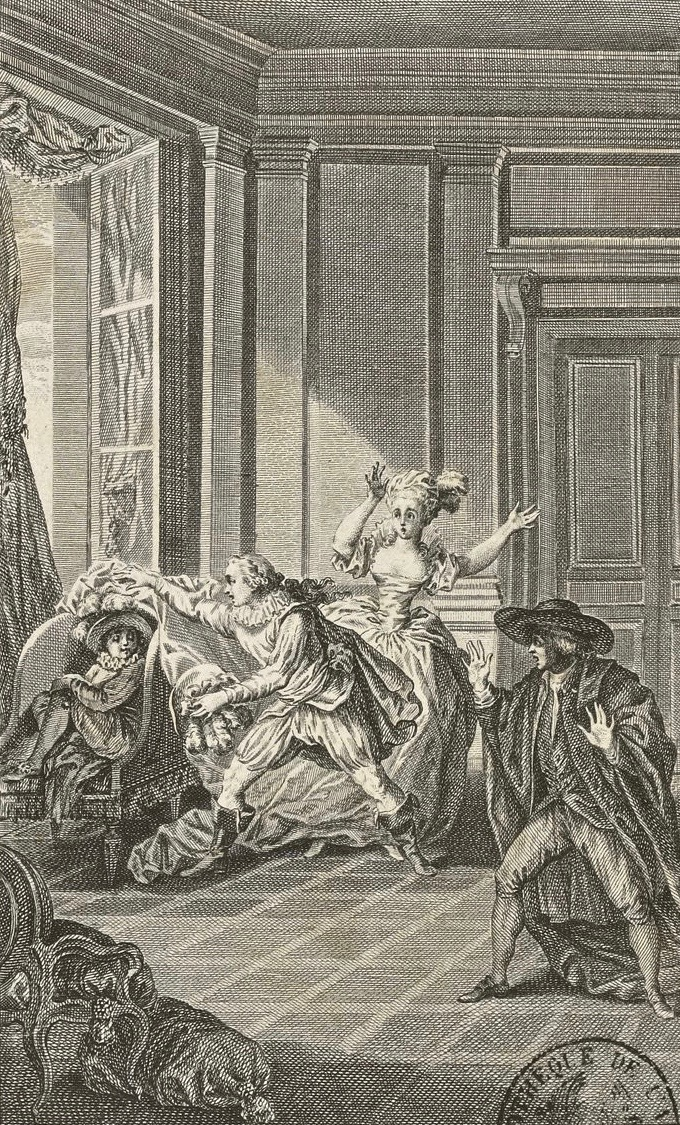
Malapeau nach Saint-Quentin: Le mariage de Figaro, 1. Akt, Szene 9 (1785)

Die Intrigen, die nötig waren, um von der Zensur die Erlaubnis für seine zweite bekannte Komödie, La folle journée ou Le mariage de Figaro (Der tolle Tag oder Figaros Hochzeit), zu bekommen, erscheinen heute amüsant und werfen ein Licht auf den instabilen Zustand der Machtverhältnisse in Frankreich. Das Stück wurde zwar schon 1778 vollendet, aber der Widerstand vonseiten Ludwigs XVI. erst 1784 endgültig besiegt. Die Komödie brachte sofort einen beispiellosen Erfolg. Anders als im Barbier leben hier die handelnden Personen mit der Erinnerung an Vergangenes und dem Gefühl der Vergänglichkeit. Obwohl die Intrigen noch gut ausgehen, ist die Untergangsstimmung des späten Ancien Régime unterschwellig vorhanden.
Figaro, die Hauptfigur in beiden Stücken, ist eine originale Erfindung von Beaumarchais. Es ist möglich, dass er mit dem Namen Figaro ein Wortspiel getrieben hat: Fils Caron (Caron Sohn). In der Tat porträtierte er sich hier in mancherlei Hinsicht selbst als den vielseitigen Abenteurer, der es an Intelligenz und Witz mit gutbürgerlichen bzw. adeligen Gegenspielern, in den beiden Stücken Bartolo bzw. Almaviva, leicht aufnehmen kann. Obwohl die Komödie später als Aufruf zur Revolution gewertet wurde, ist sie das nicht: Der aufmüpfige Figaro arrangiert sich – wie sein Autor im wirklichen Leben – mit den Verhältnissen und macht das Beste daraus, indem er die richtige Karte spielt. An der Unterordnung unter seinen adligen Mit- und Gegenspieler Almaviva ändert sich während der ganzen Figaro-Trilogie nichts.
Der Barbier diente 1782 als Vorlage für die Oper Il barbiere di Siviglia ossia L’inutile precauzione von Paisiello, die seinerzeit so beliebt war, dass man Rossini vor einem drohenden Misserfolg warnte, als er sich 1816 daran machte, eine eigene Version zu erarbeiten. Dem internationalen Publikum sind beide Stücke hauptsächlich durch die Opern-Adaptionen Mozarts (Le nozze di Figaro) und Rossinis bekannt, im französischen Sprachgebiet behielten sie aber auch als Komödien ihre Popularität.

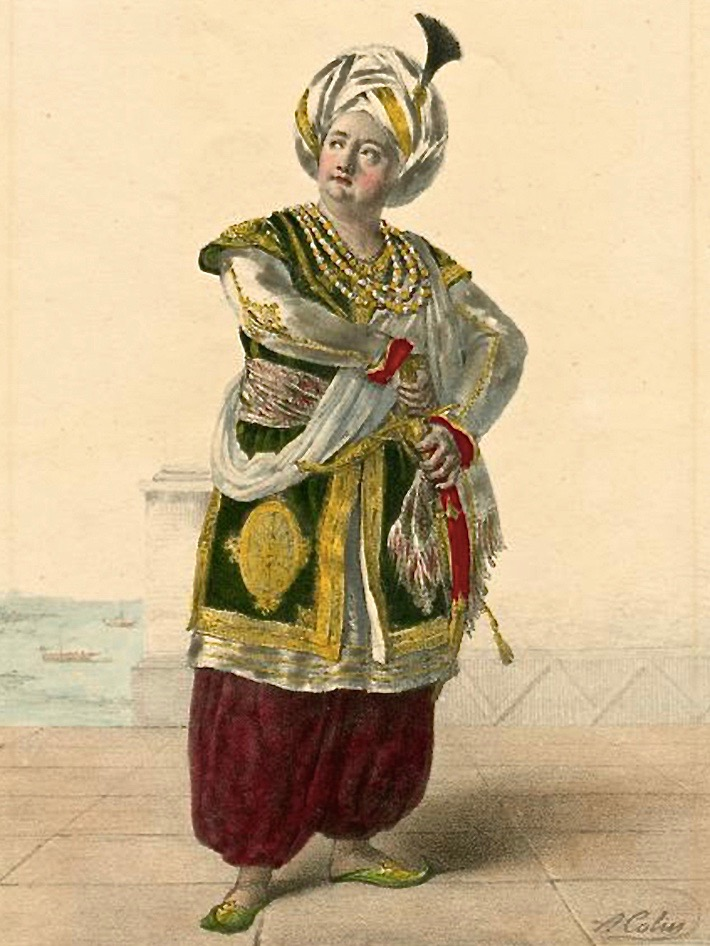
Nach Alexandre-Marie Colin: Adolphe Nourrit als Tarare (1823)

1787 verfasste Beaumarchais das Libretto zur Oper Tarare, das Salieri in enger Zusammenarbeit mit ihm vertonte. Mit diesem außerordentlichen Werk voller satirischer Spitzen und politischer Anspielungen wollten beide ein neues Genre des Musiktheaters schaffen. Salieri entwickelte hierfür einen ganz eigenen deklamatorischen Stil, der es ihm ermöglichte, einen fließenden Übergang zwischen gesungenen und auf bestimmten Tonhöhen gesprochenen Passagen zu schaffen. Ende 1787 unter dem Titel Axur, re d’Ormus (A., König von Hormus) durch Lorenzo da Ponte bearbeitet und von Salieri nahezu komplett neu vertont, wurde das Libretto zur Grundlage einer der erfolgreichsten Opern des ausgehenden 18. Jahrhunderts.
1790 verfasste Beaumarchais noch einen Zusatz zu Tarare, in dem er zur neuen politischen Situation in Frankreich Stellung bezieht; Le Couronnement de Tarare (Die Krönung von T.) wurde ebenfalls von Salieri vertont.

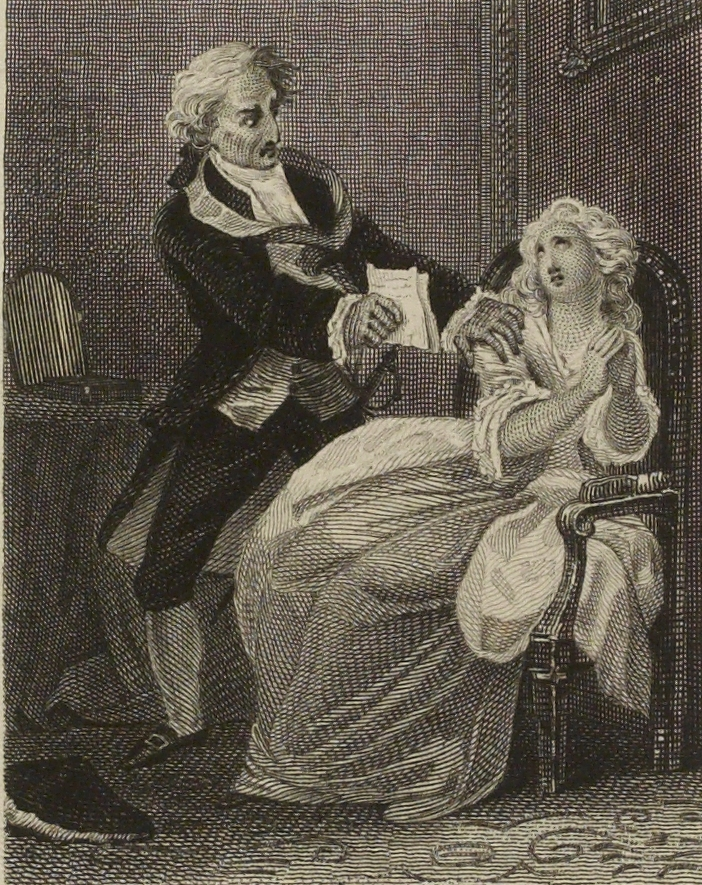
William Ashley nach Alexandre-Joseph Desenne: La mère coupable, 4. Akt, Szene 13 (um 1830)

1792 wurde der letzte Teil der Figaro-Trilogie L’autre Tartuffe ou La mère coupable (Der neue T. oder Die schuldige Mutter) aufgeführt, ging jedoch in den Wirren der Revolution unter. Nach der Rückkehr aus dem Exil bemühte sich Beaumarchais mit hohem finanziellem Einsatz um die Wiederaufnahme. Sie wurde im Mai 1797 verwirklicht und ein Erfolg. Der Autor plante sogar zusammen mit Grétry die Verarbeitung zu einer weiteren Oper, wozu es jedoch nicht mehr kam. Erst mit Milhauds La mère coupable gelangte auch das dritte Figaro-Stück 1966 auf die Opernbühne.
Großen Erfolg hatte Beaumarchais mit seinen Mémoires (Denkschriften) in der Affäre Goëzman, den wortgewaltigsten Polemiken seit Voltaire. Das gesamte gebildete Europa – Voltaire und Goethe eingeschlossen – bewunderte sie und amüsierte sich darüber.
In der ausführlichen Vorrede zur gedruckten Ausgabe seines Rührstücks Eugénie schließlich entwarf er eine eigene Theorie des bürgerlichen Dramas: Die Helden sollten nicht mehr dem blinden Zufall unterworfen sein, sondern aus eigener Entscheidung handeln können; Figaro – sein alter ego – demonstrierte später exakt dies auf der Bühne. Das Drama solle auch nicht mehr durch das Mitleiden des Zuschauers dessen seelische Reinigung befördern, wie ursprünglich von Aristoteles gefordert. Vielmehr behindere das Erschrecken die Teilnahme des verstörten Publikums, und von sittlicher Wirkung könne keine Rede mehr sein. Zu dieser Anschauung kehrte Beaumarchais nach den zufallsgesteuerten Abläufen in Barbier und Figaro in der Mère coupable zurück, und das Publikum folgte ihm darin gern. Mit seinen Forderungen ging er als Schriftsteller aus Liebhaberei noch über die der Fachleute Diderot und Lessing, den er naturgemäß nicht kannte, hinaus.

## Hauptwerke

### Bühnenwerke
Stücke für die Liebhaberbühne:
- Colin et Colette
- Les députés de la Halle et du Gros-Caillou (Die Abgeordneten der Markthalle und der Vorstadt G.-C.)
- Les bottes de sept lieues (Die Siebenmeilenstiefel)
- Léandre, marchand d’Agnus, médecin et bouquetière (L., Devotionalienhändler, Arzt und Blumenbinderin)
- Jean-Bête à la foire (Dummhans auf dem Jahrmarkt)
- Zizabelle mannequin (Z. die Gliederpuppe).

Dramen und Komödien:
- Eugénie, drame en cinq actes en prose, enrichi en figures en taille-douce; avec un essai sur le drame sérieux, par M. de Beaumarchais. Merlin, Paris 1767 (Digitalisat); Uraufführung: Comédie-Française, 29. Januar 1767.
- Les deux amis ou Le négociant de Lyon (Die zwei Freunde oder Der Kaufmann von Lyon). Drame en cinq actes en prose, par M. de Beaumarchais. Représenté pour la première fois sur le Théâtre de la Comédie Française à Paris, le 13 janvier 1770. Veuve Duchesne, Paris 1770 (Digitalisat).
- Le barbier de Séville ou La précaution inutile (Der Barbier von Sevilla oder Die unnütze Vorsicht). Comédie en quatre actes par M. de Beaumarchais. Représentée & tombée sur le Théâtre de la Comédie Française aux Tuileries le 23 de février 1775. Ruault, Paris 1775 (Digitalisat).
- La folle journée ou Le mariage de Figaro (Der tolle Tag oder Figaros Hochzeit). Comédie en cinq actes, en prose, par M. de Beaumarchais. Représentée pour la première fois par les Comédiens Français ordinaires du Roi, le mardi 27 avril 1784. Ruault, Paris 1785 (Digitalisat).
- L’autre Tartuffe ou La mère coupable (Der neue T. oder Die schuldige Mutter). Drame en cinq actes, en prose, par P. A. Caron-Beaumarchais, remis au Théâtre de la rue Feydeau, avec des changemens, et joué le 16 Floréal an V (5 Mai 1797) par les anciens Acteurs du Théâtre Français, Édition originale. Rondonneau & Cie., Paris 1797 (Digitalisat); Uraufführung: Théâtre du Marais, 26. Juni 1792.

Opernlibretto:
- Tarare (Trara), Opéra en cinq actes, avec un prologue, et un discours préliminaire. Représenté pour la première fois, sur le théâtre de l’Académie-royale de musique, le vendredi 8 juin 1787, Deuxième édition. P. de Lormel, Paris 1787 (Digitalisat); Musik von Antonio Salieri.

### Streitschriften
Gegen Goëzman:
- Requête d’atténuation pour le sieur Caron de Beaumarchais. À Nosseigneurs de parlement, les chambres assemblées. Knapen, Paris 1773.
- Supplément au mémoire à consulter pour Pierre-Augustin Caron de Beaumarchais. Quillau, Paris 1773.
- Addition au supplément du mémoire à consulter pour Pierre-Augustin Caron de Beaumarchais … servant de réponse à madame Goëzman … au sieur Bertrand d’Airolles, … aux sieur Marin, … et Darnaud-Baculard … P.-D. Pierres, Paris 1774.
- Quatrième mémoire à consulter pour Pierre-Augustin Caron de Beaumarchais … contre M. Goëzman, … madame Goëzman et le sieur Bertrand, … les sieurs Marin, … Darnaud-Baculard … et consorts … J.-G. Clousier, Paris 1774.

Über die Affäre der Gewehre aus Holland:
- Pétition de Pierre-Augustin Caron Beaumarchais à la Convention nationale relative au décret d’accusation rendu contre lui dans la séance du 28 novembre 1792.
- Beaumarchais à Lecointre, son dénonciateur au Compte rendu des neuf mois les plus pénibles de ma vie.

## Fiktion
- Heinrich Eduard Jacob: Beaumarchais und Sonnenfels. Schauspiel in vier Akten. Georg Müller, München 1919.
- Friedrich Wolf: Beaumarchais oder Die Geburt des Figaro. Ein Schauspiel in 11 Bildern. Aufbau-Verlag, Berlin 1946.
- Lion Feuchtwanger: Waffen für Amerika. 2 Bände (Gesammelte Werke 17 f.), Querido Verlag, Amsterdam 1947 f. (Roman, Titel nach Druck eines Teils der Auflage geändert in Die Füchse im Weinberg).
- Édouard Molinaro: Beaumarchais, l’insolent (Beaumarchais – Der Unverschämte). 1996, Film nach der Komödie Beaumarchais von Sacha Guitry (1950), mit Fabrice Luchini in der Hauptrolle, Manuel Blanc als Paul-Philippe Gudin de Brenellerie, Sandrine Kiberlain als Marie-Thérèse de Willermaulaz[17] etc.